# Jimena Espinosa
Jimena Rumini Espinosa Vecco (Lima, 6 de noviembre de 1988) es una modelo peruana y ganadora del certamen de Miss Perú Universo 2014.

## Vida
Jimena Espinosa nació en la ciudad de Lima el 6 de noviembre de 1988, estudió en la Universidad San Ignacio de Loyola. El 12 de abril de 2014, fue coronada por Cindy Mejía, Miss Perú Universo 2013, como la nueva Miss Perú Universo 2014. También estuvieron presentes las exreinas como Nicole Faverón y Elba Fahsbender, como invitadas en la ceremonia.

## Miss Universo 2014
Espinosa representó a Perú en el certamen de belleza Miss Universo 2014 realizado en la ciudad de Miami, Estados Unidos el día 25 de enero de 2015. No logró clasificar a las 15 Finalistas y la ganadora fue la colombiana Paulina Vega.

## Televisión
Espinosa participó en los programas concursos El último pasajero de Frecuencia Latina (2011) y A todo o nada de ATV (2013-2014), desempeñándose en los roles de azafata del Equipo Azul y modelo respectivamente. Adicionalmente, Espinosa fue concursante del reality show Esto es guerra de América Televisión por un breve tiempo en 2014. 
En la actualidad, se desempeña como empresaria.